# Kim Yong-Ik
Kim Yong-Ik, född den 17 maj 1947, är en nordkoreansk judoutövare.
Han tog OS-brons i herrarnas lättvikt vid de olympiska judotävlingarna 1972 i München.